# Замартиння
Замартиння (рос. Замартынье) — село у Добровському районі Липецької області Російської Федерації.
Населення становить 1102  особи. Належить до муніципального утворення Замартиновська сільрада.

## Історія
З 13 червня 1934 до 26 вересня 1937 року у складі Воронезької області, у 1937-1954 роках — Рязанської області. Відтак входить до складу Липецької області.
Згідно із законом від 2 липня 2004 року №114-оз органом місцевого самоврядування є Замартиновська сільрада.

## Населення
| 2006 | 2010  |
| ---- | ----- |
| 1183 | ↘1102 |